# Harøya
Harøya  est une île appartenant à la commune de Ålesund, du comté de Møre og Romsdal, dans la mer de Norvège. C'est une île de l'archipel de Nordøyane.

## Description
L'île de 13,6 km2 est la plus grande et la plus peuplée de l'archipel. Elle est située entre les îles de Finnøya (au nord-est) et Fjørtofta (au sud-ouest).
Steinshamn (en), le centre municipal, est situé à l'extrémité nord de l'île où il y a une chaussée qui la relie à l'île voisine de Finnøya. Le village de Myklebost est situé à l'extrémité sud de l'île, où il y a des liaisons par ferry vers Dryna (à Midsund) et Brattvåg (en) et Fjørtofta (à Haram). Le réseau routier de ponts et de tunnels , nommé Nordøyvegen (en) relie désormais l'île au continent. L'église Harøy est située au centre de l'île.

### Site Ramsar
La réserve naturelle de Lomstjønna (Système de zones humides de Harøya) a été créée en 1988 pour protéger une zone humide importante au centre de l'île,.

## Galerie

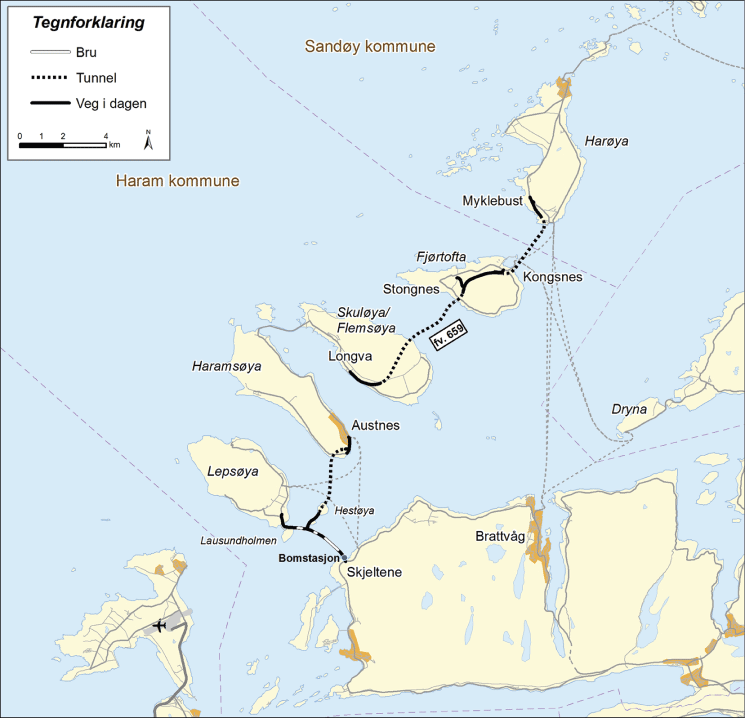
Archipel de Nordoyane
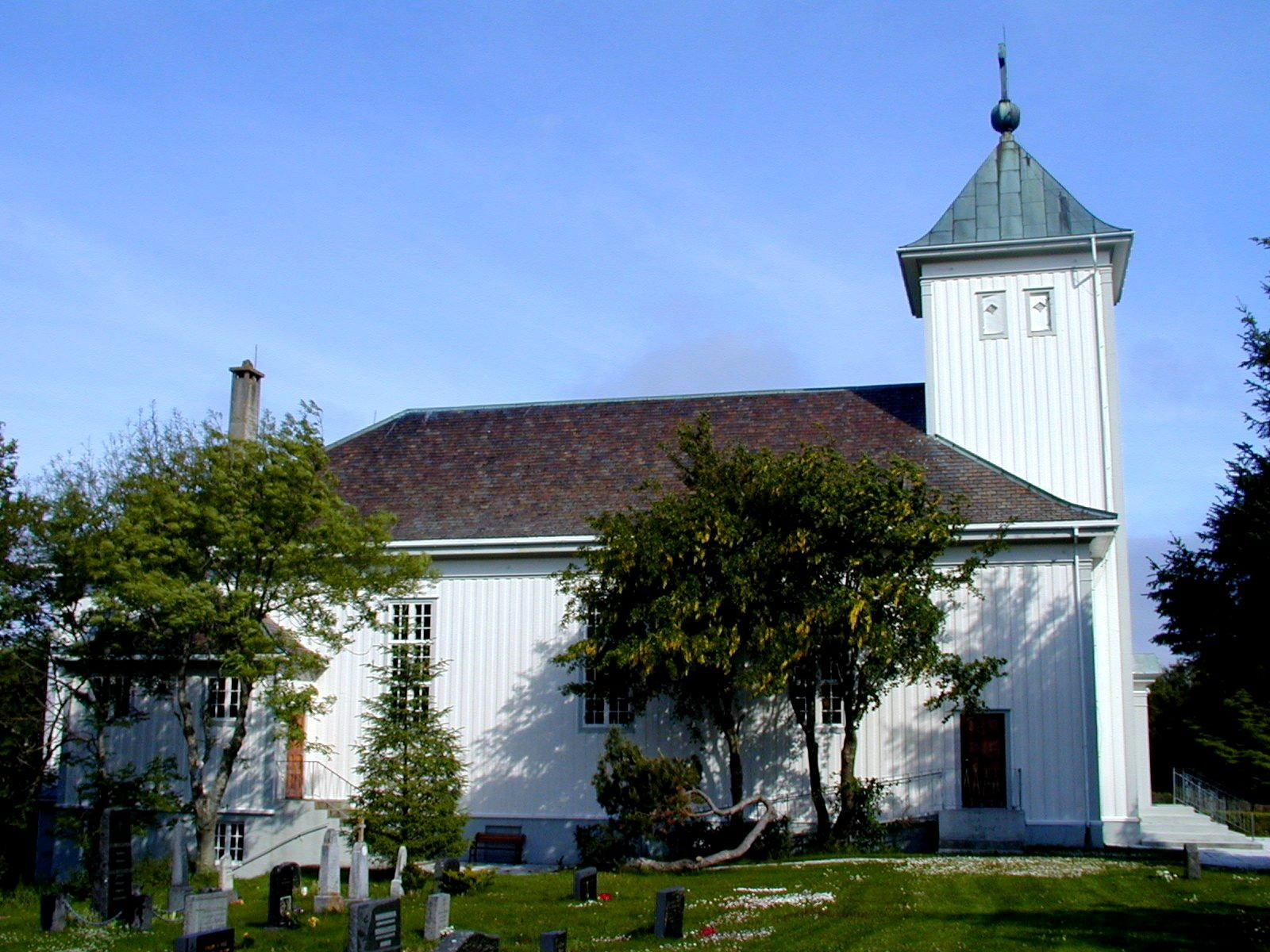
Eglise d'Haroya